# Ivan Safronov
Pour les articles homonymes, voir Safronov.
Ivan Ivanovitch Safronov (en russe : Иван Иванович Сафронов), né le 16 janvier 1956 et mort le 2 mars 2007, est un journaliste et éditorialiste russe, pour le quotidien indépendant Kommersant. Safronov est surtout connu pour sa mort : il a été retrouvé mort après une chute du 5e étage de l'immeuble où il habitait à Moscou. Sa mort, considérée comme un suicide par les services de sécurité, est suspectée par ses proches d'être un assassinat perpétré en raison de ses reportages critiques.
Le bureau du procureur du district de Taganka à Moscou a ouvert une enquête criminelle, à propos d'une « incitation au suicide ».

## Biographie
Ivan Safronov est né à Moscou. En 1979, il est diplômé en informatique de l'université technologique de l'académie militaire Dzerjinsky et commença à servir en tant que technicien militaire dans le 15e régiment près de Oussourisk dans l'Extrême-Orient russe. En 1983, Safronov fut transféré au centre spatial Titov (Главный испытательный центр испытаний и управления космическими средствами) à Krasnoznamensk, une ville fermée de l'oblast de Moscou. En janvier 1993, il a travaillé au service de presse des troupes russes spatiales. Le 2 octobre 1997, Safronov devient colonel dans l'armée de réserve,.

## Dernier reportage
Ses derniers reportages ont fortement irrité des membres du gouvernement et des responsables du Service fédéral de sécurité (FSB). Il avait écrit notamment à propos des changements de commandement dans la Défense et des problèmes de l'entraînement militaire qui conduisirent à la mort de jeunes soldats. Il a également écrit à propos des technologies de défense et des échecs des essais militaires, souvent non reconnus et non rapportés par l'armée.
En décembre 2006, Safronov écrivait au sujet du troisième échec consécutif de lancement du missile balistique intercontinental Boulava, dont les militaires n'avait pas reconnu l'échec. Il y eut d'autres allégations selon lesquelles Safronov aurait révélé des informations classifiées dans ses articles. Les agents du FSB l'ont interrogé en 2006 à propos du centre spatial de recherche et production de TsSKB-Progress à Samara, constructeur du lanceur Soyouz. Le FSB abandonna finalement l'enquête, après que le journaliste eut prouvé que ses informations sensibles avait été collectées sur un site web.

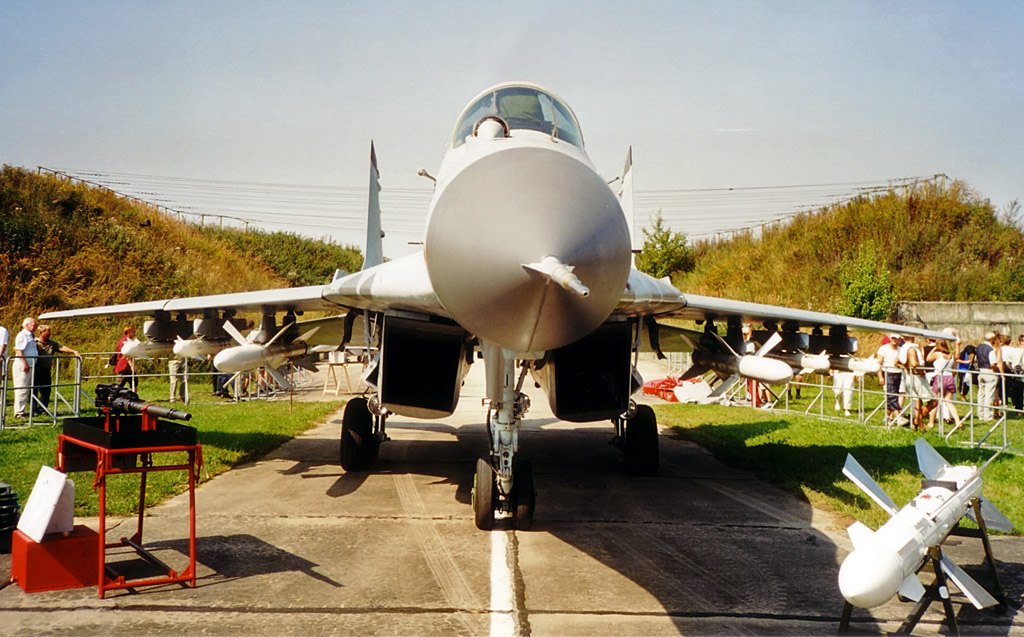
Chasseur MiG-29

Fin février, de retour d'Abou Dabi (Émirats arabes unis), il expliquait à son entourage qu'il enquêtait sur la signature de contrats à propos de ventes secrètes d'armes par la Russie à la Syrie et l'Iran : missiles, chasseurs Su-30 et MiG-29. Il expliqua à un collègue qu'il avait été averti que la révélation de ces affaires créerait un scandale international et que le FSB le poursuivrait pour « divulgation de secrets d'État » — il n'indiqua pas qui l'avait mis en garde. Le 27 février, trois jours avant sa mort, Safronov contacta par téléphone le journal Kommersant et expliqua qu'il dicterait prochainement le contenu d'un article sur ces ventes secrètes.